# ÷ (album)
÷ (uttalas "divide") är ett musikalbum av den brittiska singer-songwritern Ed Sheeran som gavs ut den 3 mars 2017.

## Spårlista
| Nr           | Titel                          | Låtskrivare                                                                                               | Längd |
| ------------ | ------------------------------ | --- | ----- |
| 1.           | Eraser                         | Ed Sheeran, Johnny McDaid                                                                                 | 3:47  |
| 2.           | Castle on the Hill             | Sheeran, Benjamin Levin                                                                                   | 4:21  |
| 3.           | Dive                           | Sheeran, Levin, Julia Michaels                                                                            | 3:58  |
| 4.           | Shape of You                   | Sheeran, Steve Mac, McDaid                                                                                | 3:53  |
| 5.           | Perfect                        | Sheeran                                                                                                   | 4:23  |
| 6.           | Galway Girl                    | Sheeran, Amy Wadge, Damian McKee, Eamon Murray, McDiad, Liam Bradley, Niamh Dunne, Sean Graham, Foy Vance | 2:50  |
| 7.           | Happier                        | Sheeran, Ryan Tedder, Levin                                                                               | 3:27  |
| 8.           | New Man                        | Sheeran, Ammar Malik, Jessie Ware, Levin                                                                  | 3:09  |
| 9.           | Hearts Don't Break Around Here | Sheeran, McDaid                                                                                           | 4:08  |
| 10.          | What Do I Know                 | Sheeran, McDaid, Vance                                                                                    | 3:57  |
| 11.          | How Would You Feel (Paean)     | Sheeran                                                                                                   | 4:40  |
| 12.          | Supermarket Flowers            | Sheeran, McDaid, Levin                                                                                    | 3:41  |
| Total längd: | Total längd:                   | Total längd:                                                                                              | 46:14 |

| 13.          | Barcelona      | Sheeran, Wadge, Levin, Vance, McDaid                               | Blanco,Ed Sheeran          | 3:11  |
| 14.          | Bibia Be Ye Ye | Sheeran, Levin, Joseph Addison, Nana Richard Abiona, Stephen Woode | Blanco, KillBeatz, Sheeran | 2:56  |
| 15.          | Nancy Mulligan | Sheeran, Wadge, Vance, McDaid, Murray Cummings, Levin              | Blanco, Sheeran            | 2:59  |
| 16.          | Save Myself    | Sheeran, Wadge, Timothy McKenzie                                   | Labrinth, Sheeran          | 4:07  |
| Total längd: | Total längd:   | Total längd:                                                       | Total längd:               | 59:27 |